# Temporada 2004-2005 del Nàstic
Dades de la Temporada 2004-2005 del Gimnàstic de Tarragona.

## Plantilla
Aquesta és la plantilla del Gimnàstic de Tarragona per a la temporada 2004-2005 a la Segona Divisió de la lliga espanyola de futbol.
| - 1 Felip Ortiz Martínez - 2 Luis Miguel Carrión Delgado - 3 Pablo Lusarreta Zabalza - 4 Jesús María Serrano Eugui - 5 Felipe Vaqueriza Rodríguez - 6 Abel Buades Vendrell - 7 David Cuéllar Tainta - 8 Manuel Martínez Lara "Manolo" - 8 Àngel Morales Cuerva - 9 Jon Andoni Pérez Alonso "Bolo" - 10 Diego Torres Rodríguez - 11 Lluís Codina Codina - 12 Ivan Ania Cadavieco - 13 Juanjo Valencia |  | - 14 David García Haro - 15 Alfonso Sánchez Moraga - 15 Igor Angulo - 16 Carlos Alberto Moreno "la Vieja" - 17 Diego Ribera Ramírez - 18 Dani Tortolero Núñez - 19 David Medina Díaz de López - 20 Alfonso Vera Quintero - 21 Antoni Pinilla Miranda - 22 Fernando López Álvarez - 23 Marco Antonio Ortega Cotano - 24 Ibón Begoña Zubiaurre - Antoni Vélez Ñoño (filial) |

- Entrenador:  Luis Ángel César Sampedro
- Segon entrenador:  Francisco Ramírez
- Preparador físic:  Xavier Bartolo

### Fitxatges
Els fitxatges d'aquesta temporada foren:
- Alfonso Sánchez del Córdova
- David Cuéllar de l'Elx
- David García del FC Barcelona B
- Dani Tortolero del FC Barcelona B (jugava cedit a l'Elx)
- Diego Ribera retornà del Girona on jugava cedit
- Ibón Begoña de l'Alavés
- Carlos Alberto Moreno del Chacarita Juniors
- Ivan Ania del Tenerife

Jugadors que arribaren al mercat d'hivern:
- Sergio Francisco del Lorca
- Igor Angulo de l'Athletic de Bilbao

### Baixes
Les baixes foren:
- Gerard Bordas al Terrassa (on ja jugava cedit)
- Jonathan Torres al Las Palmas
- Alfaro
- Álvaro al Mérida
- Jacob
- Luis López
- Morales
- Siria
- Talavera
- Sukía a la Real Unión de Irún

Jugadors que deixaren l'equip abans d'acabar la temporada:
- Alfonso Sánchez
- Diego Ribera a l'Alacant
- Carlos Alberto Moreno al Chacarita Junior

## Resultats
L'equip començà la temporada força malament i de les deu primeres jornades, cinc les passà en llocs de descens. A partir de llavors reaccionà i arribà a situar-se en setena posició a la jornada 17, la posició més alta que ocuparia en tota la lliga. A més, entre la jornada 11 i vint no perderen ni un partit. Això feu somiar a algunes persones amb la possibilitat d'un ascens a Primera divisió, però aquella fita es feu esperar encara un any. L'equip acabà la temporada en setena posició, amb 60 punts i 16 victòries, 12 empats i 14 derrotes. Marcà 49 gols i n'encaixà 45.

## Golejadors
Els gols de la temporada es repartiren de la següent manera:
- Amb 13 gols: Diego Torres
- Amb 7 gols: Bolo i Pinilla
- Amb 3 gols: Abel Buades, Iván Ania, Manolo i Sergio Francisco
- Amb 2 gols: David Cuellar, Ibón Begoña i Lluís Codina
- Amb 1 gol: Dani Tortolero, Alfonso Vera, Lusarreta i Jesús Mari Serrano